# توماس بارتنیک
توماس بارتنیک (زاده ۱۵ ژانویه ۱۹۹۰) یک ورزشکار تیراندازی لهستانی است. او در مسابقات تیراندازی قهرمانی جهان ۲۰۱۸ شرکت کرد و مدال طلا گرفت.